# Petr Sommer
Petr Sommer (30. listopadu 1949, Rakovník –⁠ 12. srpna 2023, Praha) byl český archeolog, historik, ředitel Centra medievistických studií Akademie věd České republiky a profesor Univerzity Karlovy v Praze. Odborně se zabýval církevní archeologií a středověkou hmotnou a duchovní kulturou. Vedl rozsáhlé terénní výzkumy pražského Strahovského kláštera, kláštera v Berouně a především Sázavského kláštera. Spolupracoval na výzkumech kláštera Ostrov u Davle a Břevnovského kláštera a podílel se na dalších terénních akcích v areálech středověkých klášterů a kostelů. Výsledky výzkumů publikoval v České republice i v zahraničí.

## Život
Vystudoval Filozofickou fakultu Univerzity Karlovy, obor prehistorie-dějepis. Ve své diplomové práci se zabýval tehdy neobvyklým oborem, archeologií středověku. V letech 1977 a 1983 obhájil na FFUK v Praze disertační práce, obě se zabývaly tématem monastické architektury a souvisejících archeologických pramenů. 
Pracoval jako archeolog ve Východočeském muzeu v Pardubicích a později v Muzeu hlavního města Prahy. V roce 1976 začal pracovat v Archeologickém ústavu ČSAV, kde rovněž po dvě volební období zastával funkci ředitele. Od roku 1991 přednášel církevní archeologii v Ústavu pro pravěk a ranou dobu dějinnou FF UK v Praze a v Ústavu dějin umění FF UK v Praze.
V letech 2004 až 2019 působil jako ředitel Centra medievistických studií Akademie věd České republiky a Univerzity Karlovy v Praze, kde později zůstal i jako odborný pracovník.
V roce 2001 habilitoval na FFUK na základě práce o duchovní kultuře raně středověkých Čech. V roce 2007 byl jmenován profesorem Univerzity Karlovy pro obor dějiny umění. V roce 2009 mu byl Vědeckou radou AV ČR udělen titul DSc.
Petr Sommer zemřel 12. srpna 2023 v Praze ve věku 73 let.

## Ocenění
- 2001 – čestné občanství města Sázavy
- 2003 – Cena AV ČR za vědecký výsledek
- 2008 – Výroční cena nakladatelství Vyšehrad za původní práci
- 2010 – Cena AV ČR za vědecký výsledek
- 2010 – Cena rektora UK za nejlepší publikaci roku 2009 v oblasti společenských věd
- 2010 – Výroční cena Nadace Český literární fond
- 2013 – Cena ministra školství, mládeže a tělovýchovy za mimořádné výsledky výzkumu, experimentálního vývoje a inovací za rok 2013
- 2014 – čestná oborová medaile Františka Palackého za zásluhy v historických vědách (Akademie věd ČR)[7]
- 2015 – uděleno členství v Učené společnosti ČR[8]
- 2017 – národní cena Česká hlava, nejvyšší české vědecké ocenění[9]

## Publikace
- Krypta kláštera v Břevnově – Krypta des Klosters in Břevnov – The Crypt of Břevnov Convent – Krypta monastyrja v Brževnove, Praha 1985 (et Dana Stehliková).
- Břevnovský klášter, Praha 1992 (et Zdeněk Dragoun, Pavel Preiss).
- Sázavský klášter. Praha : Unicornis, 1996. 62 s.
- Encyklopedie českých klášterů, Praha 1997 (et Pavel Vlček, Dušan Foltýn).
- Začátky křesťanství v Čechách : Kapitoly z dějiny raně středověké duchovní kultury. Praha : Garamond, 2001. 174 s. ISBN 80-86379-28-0.
- České země v raném středověku. Praha : Nakladatelství Lidové noviny, 2006. 243 s. ISBN 80-7106-855-1. (editor)
- Svatý Prokop : Z počátku českého státu a církve. Praha : Vyšehrad, 2007. 337 s. ISBN 978-80-7021-732-0.
- Přemyslovci : Budování českého státu. Praha : Nakladatelství Lidové noviny, 2009. 778 s. ISBN 978-80-7106-352-0. (spoluautoři Dušan Třeštík, Josef Žemlička)
- Kostely na Sedlčansku. Sedlčany : Městské muzeum Sedlčany, 2011. 165 s. ISBN 978-80-903679-6-8. (fotografie Martin Stecker)
- Sázavský klášter, Praha 2013 (s Janem Roytem a Martinem Steckerem)
- Ruralia II. Conference Ruralia II – Spa 1st–7th September 1997, Praha 1998, 236 s., Památky archeologické. Supplementum 11. (et J. Fridrich, Jan Klápště, Zdeněk Smetánka).
- Boleslav II. Der tschechische Staat um das Jahr 1000. Internationales Symposium. Praha 9.–10. Februar1999, Praha 2001, Colloquia mediaevalia Pragensia 2.
- Střed Evropy okolo roku 1000. Příručka a katalog k výstavě, Praha 2002 (et Dušan Třeštík, Josef Žemlička, spolupráce František Grunt, Robert Novotný, Pavel Soukup).
- Stred Európy okolo roku 1000. Historické, umeleckohistorické a archeologické štúdie a katalog k výstave, Praha 2002. (et Dušan Třeštik, Josef Žemlička, spolupráce František Grunt, Robert Novotný, Pavel Soukup).
- Verba in imaginibus. Františku Šmahelovi k 70. narozeninám, Praha 2004 (et Martin Nodl, spolupráce Eva Doležalová).
- Festgabe für Alexander Patschovsky zum 65. Geburtstag, Praha 2005 (et František Šmahel, Zusammenarbeit Robert Novotný).
- Der heilige Prokop, Böhmen und Mitteleuropa. Internationales Symposium Benešov – Sázava 24.–26.September 2003, Praha 2005. Colloquia mediaevalia Pragensia 4.
- Historia Monastica I. Sborník z kolokvií a konferencí pořádaných v letech 2002–2003 v cyklu „Život ve středověkém klášteře", Praha 2005, Colloquia mediaevalia Pragensia 3 (ed. Dušan Foltýn, spolupráce Kateřina Charvátová, Petr Sommer).
- České země v raném středověku, Praha 2006.
- Svatý Prokop, Čechy a střední Evropa, Praha 2006.
- Arts and Crafts in medieval Rural Environment. L'artisant rural dans le monde medieval. Handwerk im mittelalterlichen ländlichen Raum, Turnhout 2007, Ruralia. 6. (et Jan Klápště).
- Centrum medievistických studií Akademie věd České republiky a Univerzity Karlovy v Praze při Filosofickém ústavu AV ČR, v. v. i., v Praze. Badatelství, doktorandská výuka, mezinárodní spolupráce. 1998–2008, Praha 2008 (et Pavel Soukup).
- Odorik z Pordenone: z Benátek do Pekingu a zpět. Setkávání na cestách Starého světa ve 13.–14. století.= Odoric of Pordenone: From Venice to Peking and Back. Meetings on the Roads of the Old World in the 13th–14th Centuries, Sborník příspěvků z mezinárodní konference Plzeň, 13.–14. listopadu 2006. = Proceedings of the International Conference Pilsen, 13th to 14th November 2006, Praha 2008, Colloquia mediaevalia Pragensia 10 (et V. Liščák).
- Přemyslovci. Budování českého státu, Praha 2009. Res. angl. (et Dušan Třeštík, Josef Žemlička, spolupráce Pavlína Mašková, Robert Novotný).
- Vladislav II. Druhý král Přemyslova rodu. K 850. výročí jeho korunovace, Praha 2009 (et Michal Mašek, Josef Žemlička a kol.).
- Studia mediaevalia Bohemica 1, Praha, Centrum medievistických studií 2009, č. 1, 2 (et Fr. Šmahel).
- Studia mediaevalia Bohemica 2, Praha, Centrum medievistických studií 2010, č. 1, 2 (et Fr. Šmahel).
- Jeden den ve středověku, ed. Martin Nodl, Petr Sommer, Praha 2014.
- Otevři zahradu rajskou. Benediktini v srdci Evropy 800-1300, ed. Dušan Foltýn, Jan Klípa, Pavlína Mašková, Petr Sommer, Vít Vlnas, Praha 2014.
- Open the Gates of Paradise. The Benedictines in the Heart of Europe 800–1300, edd. Dušan Foltýn – Jan Klípa – Pavlína Mašková – Petr Sommer – Vít Vlnas, Praha 2015.
- Středověký kaleidoskop pro muže s hůlkou: věnováno Františku Šmahelovi k životnímu jubileu, edd. Eva Doležalová – Petr Sommer, Praha 2016.